# Värmullen
Värmullen is een meer in de Zweedse gemeente Hagfors. Het meer is 13 meter diep, heeft een oppervlakte van 1,49 vierkante kilometer en bevindt zich op 132,1 meter boven zeeniveau. De belangrijkste instroom van het meer is de Uvån. Daarnaast wordt het meer gevoed door de Hagälv en andere kleine beekjes. Het stadje Hagfors ligt aan de oostelijke en zuidelijke oever van het meer.